# Algimantas Vincas Ulba
Algimantas Vincas Ulba (* 10. März 1939 in Kaunas; † 27. Juni 2012 in Palanga) war ein litauischer Politiker, Bürgermeister und Mitglied im Seimas.

## Leben
Algimantas Vincas Ulba lebte in der Rajongemeinde Plungė. Nach dem Abitur 1958 in Žemaičių Kalvarija bei Plungė absolvierte er 1963 das Diplomstudium der Agronomie an der Lietuvos žemės ūkio akademija.
Von 1963 bis 1965 leistete er den Pflichtdienst in der Sowjetarmee. Von 1990 bis 1992 war er Mitglied im Seimas,
von 1993 bis 1995 Bürgermeister der Stadtgemeinde Palanga.
Ab 1995 war Algimantas Vincas Ulba Mitglied der Lietuvos centro sąjunga.
Algimantas Vincas Ulba war verheiratet. Mit Frau Marija Ulbienė hatte er den Sohn Gytis.

## Quelle
- Biografie (Seimas-Info)

| Personendaten    | Personendaten           |
| ---------------- | ----------------------- |
| NAME             | Ulba, Algimantas Vincas |
| KURZBESCHREIBUNG | litauischer Politiker   |
| GEBURTSDATUM     | 10. März 1939           |
| GEBURTSORT       | Kaunas                  |
| STERBEDATUM      | 27. Juni 2012           |
| STERBEORT        | Palanga                 |